# Chris Boucher (scénariste)
Pour les articles homonymes, voir Chris Boucher et Boucher.
Chris Boucher, né le 15 février 1943 à Maldon et mort le 11 décembre 2022, est un scénariste britannique, principalement connu pour avoir écrit pour de la science fiction et des récits policiers.

## Biographie

### Début de carrière
Avant d'être scénariste, Chris Boucher étudia en tant que Bachelor of Arts en sciences économiques à l'Université de l'Essex. puis travaille comme manager dans une compagnie de gaz.

### Carrière de scénariste
Se tournant vers le travail de scénariste, Chris Boucher est approché par la série Doctor Who et écrit trois scénarios entre 1976 et 1977 : « The Face of Evil », « The Robots of Death » et « Image of the Fendahl. » Il contribue à la mythologie de la série en créant le personnage de Leela, une compagne guerrière jouée par Louise Jameson. Content de son travail, le scénariste Robert Holmes l'approche pour qu'il soit scrip-éditor (responsable des scénarios) sur la nouvelle série de science fiction de la BBC Blake's 7, tâche qu'il effectue pendant 4 saisons de 1978 à 1981 écrivant des épisodes lui-même, dont le dernier épisode de la série.
Entre deux épisodes de Doctor Who et de Blake's 7, Chris Boucher devient script éditor de la deuxième saison de la série Shoestring, écrit quelques épisodes de séries policières et une pièce radiophonique. En 1982 après l'arrêt de Blake's 7 il devient script-éditor sur la série policière Juliet Bravo puis sur la série Bergerac.
En 1987, il crée sa propre série, Star Cops un mélange de science-fiction et de série policière. La série connaît de nombreux problèmes durant sa production et reste un échec d'audience qui s'arrête au bout de 9 épisodes. Malgré cela, la série reste culte pour une partie des Britanniques et certains reconnaissent en lui un talent pour l'écriture et la psychologie des personnages.
Chris Boucher a travaillé quasiment exclusivement pour la BBC, à l'exception de l'écriture de quelques épisodes pour une série policières d'ITV, The Bill au milieu des années 1980.

### Carrière d'écrivain
Ne travaillant plus pour la télé, Chris Boucher continue néanmoins à écrire des romans dérivés de la série Doctor Who pour BBC Books, toutes mettant en scène le personnage de Leela. Il a aussi écrit une série audiophonique diffusée en CD intitulée Kaldor City qui combien des éléments de Blake's 7 et de l'épisode The Robots of Death.

### Vie privée
Athée convaincu, Chris Boucher s'est déjà prononcé contre l'éducation religieuse dans les écoles. En octobre 2004, il donne une interview dans lequel il dit qu'il soutient les syndicats et les valeurs traditionnelles du Parti Travailliste. Il y décrit la première ministre Margaret Thatcher comme ayant été « épouvantable » et rappelle la malhonnêteté de ceux qui la soutenait.

## Filmographie (en tant que scénariste)
- 1977 : Doctor Who (série télévisée) : (épisode « The Face of Evil »)
- 1977 : Doctor Who (série télévisée) : (épisode « The Robots of Death »)
- 1977 : Doctor Who (série télévisée) : (épisode « Image of the Fendahl »)
- 1979 : Blake's 7 (série télévisée) :  (épisode « Shadow »)
- 1979 : Blake's 7 (série télévisée) :  (épisode « Weapon »)
- 1979 : Blake's 7 (série télévisée) :  (épisode « Trial »)
- 1979 : Blake's 7 (série télévisée) :  (épisode « Star One »)
- 1980 : Blake's 7 (série télévisée) :  (épisode « City at the Edge of the World »)
- 1980 : Blake's 7 (série télévisée) :  (épisode « Rumours of Death »)
- 1980 : Blake's 7 (série télévisée) :  (épisode « Death-Watch »)
- 1981 : Blake's 7 (série télévisée) :  (épisode « Rescue »)
- 1981 : Blake's 7 (série télévisée) :  (épisode « Blake »)
- 1981 : Juliet Bravo (série télévisée) :  (épisode « Where There's Muck... »)
- 1987 : Star Cops (série télévisée) :  (épisode « An Instinct for Murder »)
- 1987 : Star Cops (série télévisée) :  (épisode « Conversations with the Dead »)
- 1987 : Star Cops (série télévisée) :  (épisode « Intelligent Listening for Beginners »)
- 1987 : Star Cops (série télévisée) :  (épisode « Trivial Games and Paranoid Pursuits »)
- 1987 : Star Cops (série télévisée) :  (épisode « Little Green Men and Other Martians »)

## Pièce audiophonique
- 2002 : Kaldor City: Death's Head.

## Romans
- 1998 : Doctor Who: Last Man Running
- 1999 : Doctor Who: Corpse Marker
- 2001 : Doctor Who: Psi-ence Fiction
- 2005 : Doctor Who: Match of the Day